# Australia Telescope Compact Array
De Australia Telescope Compact Array (ATCA) is een Australische radiotelescoop in de buurt van Narrabri in New South Wales. De radiotelescoop maakt deel uit van de Paul Wild Observatory en wordt beheerd door de CSIRO. De eerste waarneming werd gedaan in augustus 1988, een maand voor de officiële opening op 2 september.
ATCA bestaat uit een array van zes schotelantennes met een diameter van 22 meter. Vijf ervan kunnen verplaatst worden over een spoorweg van drie kilometer lengte die van oost naar west loopt en een, in 1998 opgeleverde, spoorweg van 214 meter die ongeveer halverwege haaks hierop naar het noorden loopt; de zesde schotelantenne bevindt zich op een afstand van drie kilometer ten westen van de spoorweg. ATCA kan samen met drie andere radiotelescopen van het ATNF-netwerk (waaronder Parkes Observatory) ingezet worden voor VLBI-waarnemingen.

## Observaties
Met ATCA zijn de volgende vermeldenswaardige observaties gedaan en taken uitgevoerd:
| Jaar      | Object                                       | Observatie |
| --------- | -------------------------------------------- | --- |
| 1991      | SN 1987A, SNR 1987A                          | Eerste afbeelding van supernovarest SNR 1987A |
| 1992      | 0319-453                                     | Langste jets van radiostraling geobserveerd in een radiosterrenstelsel |
| 1995      | Jupiter                                      | Eerste 3D-modellen van stralingsgordels rond Jupiter die dichter bij de planeet eigenschappen van het magnetisch veld lieten zien dan satellieten konden meten                                                                                                 |
| 1996      | Grote (LMC) en Kleine Magelhaense Wolk (SMC) | 20x scherpere afbeeldingen in radiogolven van de LMC en SMC dan ooit tevoren |
| 1998      | SN 1998bw, GRB 980425, ESO 184-G82           | Observaties van een gammaflits in sterrenstelsel ESO 184-G82 leiden tot bewijs dat gammaflitsen gerelateerd zijn aan supernova's |
| 1999      | 47 Tucanae                                   | Een nieuwe techniek om visuele weergaven te maken blijkt bruikbaar om pulsars te ontdekken |
| 2000      | B0114-476                                    | Uit observaties van het gigantische radiosterrenstelsel B0114-476 blijkt dat de stralen die uit het centrum komen uitgeschakeld en vervolgens weer ingeschakeld kunnen zijn, hieruit volgt de mogelijke uitleg waarom radiosterrenstelsels enorm kunnen worden |
| 1999-2001 | Hubble Deep Field South                      | ATCA wordt gebruikt om een geschikte locatie te vinden voor Hubble Deep Field South, nakomende observaties tonen een ongewoon object dat niet goed in zichtbaar licht te zien is maar wel veel radiostraling uitzendt                                          |
| 2001      | SN 1987A, SNR 1987A                          | Eerste afbeelding op korte golflengte (12mm) van SNR 1987A |
| 2001      | Abell 3667                                   | Eerste bewijs dat het sterrenstelselcluster Abell 3667 gevormd is door het samengaan van twee kleinere clusters |
| 2001      | LMC                                          | Eerste meting van de 3D-structuur van een sterrenstelsel (samen met Parkes Observatory) |
| 2002      | XTE J1550-564                                | Eerste observatie van een uitbarsting van jets met relativistische snelheden, het vertragen en ten slotte het uitdoven ervan (samen met Chandra X-ray Observatory)                                                                                             |
| 2002      | GRB 011121                                   | Bijdrage aan het aantonen van een relatie tussen gammaflitsen en supernova's |
| 2003      | GRB 030329                                   | Bijdrage aan het meten van de hoeveelheid energie van de explosie, de waarnemers concluderen dat gammaflitsen een overeenkomstige oorsprong hebben |
| 2003      | PKS 1257-326                                 | Waarneming van een jaarlijkse cyclus in de sprankelende quasar PKS 1257-326, de waarnemers toonden aan dat er een 2D-afbeelding in hoge resolutie gemaakt kan worden van de regio's rond een quasar die radiostraling uitzenden                                |
| 2004      |                                              | Observaties van jets afkomstig van een neutronenster tonen aan dat niet alleen zwarte gaten de omstandigheden kunnen creëren waaronder jets tot relativistische snelheden versnellen                                                                           |